# Список умерших в 1328 году

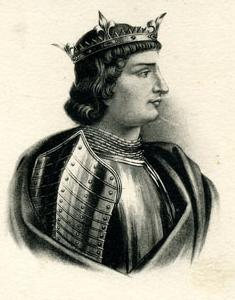
Карл IV Красивый

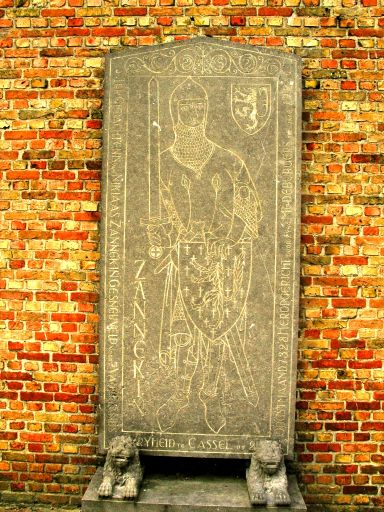
Николас Заннекин

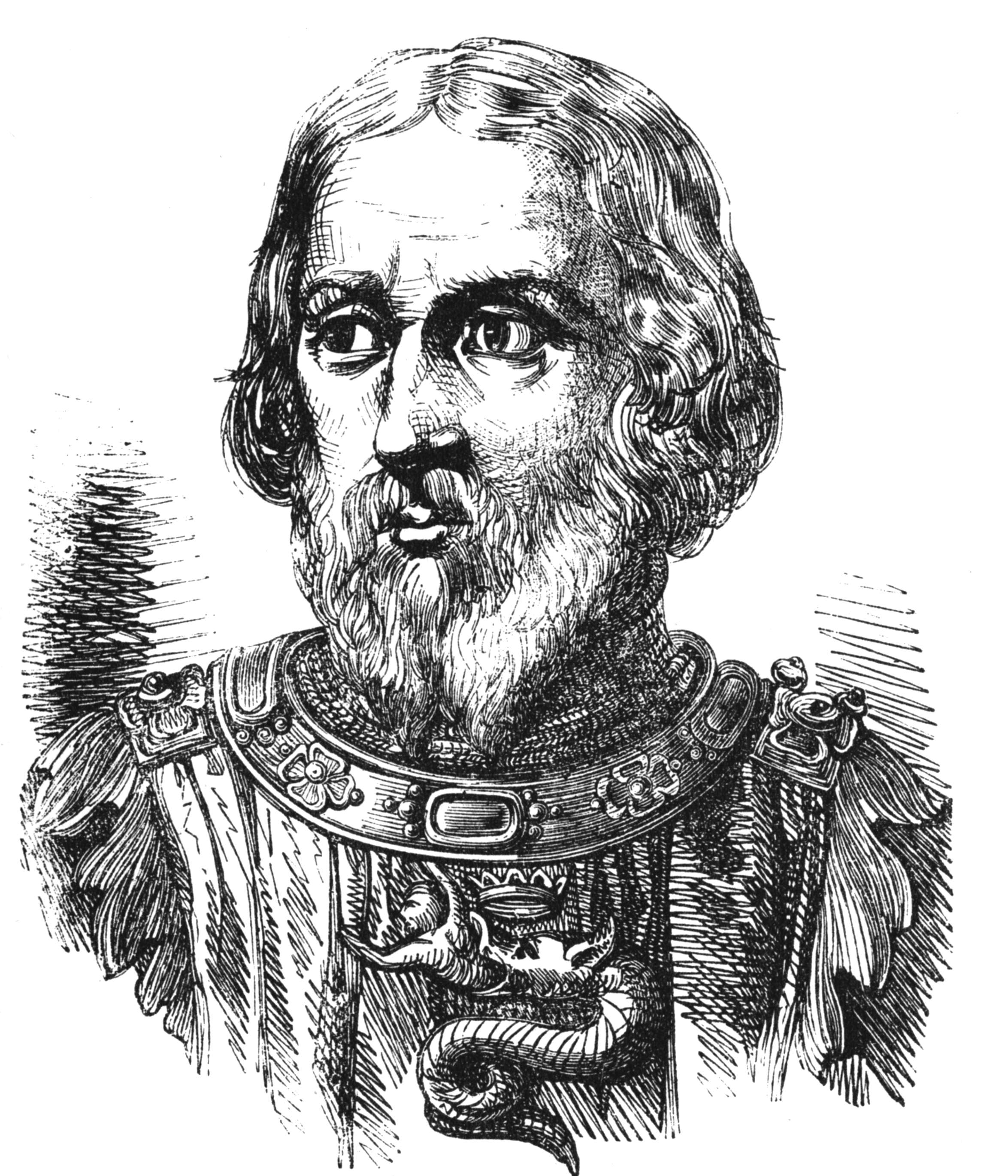
Галеаццо I Висконти

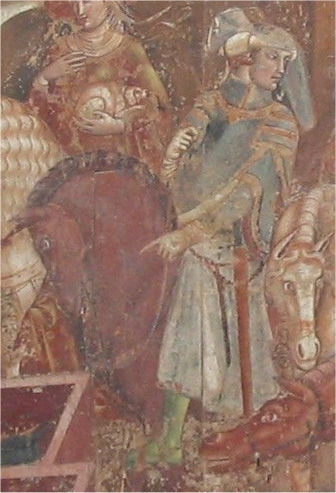
Каструччо Кастрокани

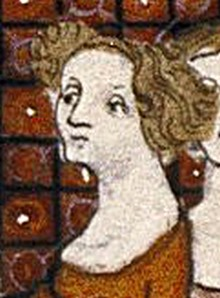
Клеменция Венгерская

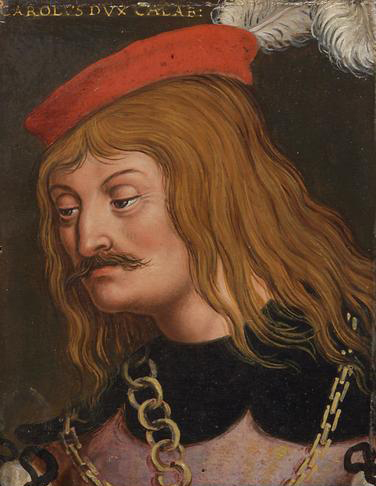
Карл Калабрийский

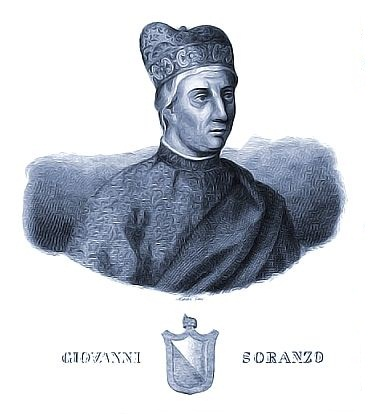
Джованни Соранцо

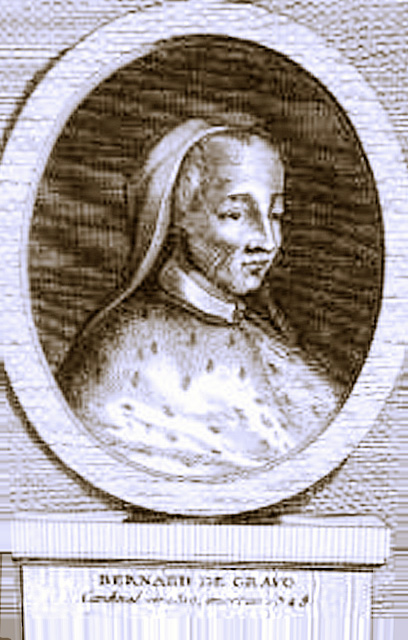
Бернар де Гарвес

В этой статье представлен список известных людей, умерших в 1328 году.
См. также: Категория:Умершие в 1328 году

## Январь
- 17 января — Оттон I — ландграф Гессен-Марбурга (1308—1311), ландграф Гессенский (1311—1328)

## Февраль
- 1 февраля — Карл IV Красивый (33) — король Франции (1322—1328), последний представитель старшей ветви династии Капетингов на французском троне.
- 25 февраля — Оттон IV — граф Равенсберга (1306—1328).

## Март
- 5 марта — Аарон бен Зерах[англ.] — французский еврей, который принял мученическую смерть в Эстелле в Наварре, описанную в книге его сына Менахема
- 15 марта — Пьер де Латилли[фр.] — канцлер Франции (1313—1314), епископ Шалона (1313—1328)

## Апрель
- 1 апреля — Генрих II фон Штернберг[нем.] — архиепископ Бамберга (1324—1328)
- 2 апреля — Августин Триумфус — средневековый итальянский монах-августинец, богослов и политический деятель, видный апологет папства.
- 9 апреля — Томас Фицджеральд — 2-й граф Килдэр (1316—1328), пэр Ирландии, лорд-юстициарий Ирландии (1318—1321, 1326—1328).
- 12 апреля — Оттон I де Грансон — англо-бургундский аристократ, сеньор де Грансон (с 1258), 1-й барон Грандисон (с 1299), ближайший друг и сподвижник Эдуарда I.
- 20 апреля — Эмих фон Лайнинген[нем.] — князь-епископ Шпейера (1314—1328)
- 26 апреля — Пьер де Реми[фр.] — казначей французских королей Людовика X Сварливого и Карла IV Красивого; казнён (повешен) за казнокрадство.
- Ладислав Ратот, венгерский магнат и землевладелец, бан Славонии (1300).

## Май
- 6 мая — Роберт Фицуолтер — 2-й барон Фицуолтер (1325—1328).
- 20 мая — Уильям де Ламертон[англ.] — епископ Сент-Андруса (1297/8-1328}

## Июль
- 18 июля — Энгельберт II — граф Марка (1299—1328) и Аренберга (1308—1328).
- 24 июля — Изабелла Кастильская — дочь короля Кастилии и Леона Санчо IV; королева-консорт Арагона, Валенсии, Сицилии и графиня-консорт Барселоны (1291—1295) как жена Хайме II Справедливого; герцогиня-консорт Бретани (1312—1328) как жена Жана III Доброго.
- 29 июля — Герхард V — граф Юлиха (1297—1328)

## Август
- 6 августа — Галеаццо I Висконти (51) — правитель Милана (1322—1327)
- 10 августа — Иоганн[англ.] — граф Нассау-Диллнбург (1306—1328)
- 15 августа — Есун-Тэмур (34) — император Китая, каан Монгольской империи (1323—1328)
- 16 августа — Ринальдо Бонакольси — 4-й народный капитан и сеньор Мантуи (1309—1328), последний правитель Мантуи из рода Бонакольси; свергнут и убит.
- 22 августа — Арнуль V де Лооз — граф Лоона (1279—1323)
- 23 августа — Николас Заннекин[фр.] — богатый фермер из Лампрениссе, руководитель Крестьянского восстания во Фландрии 1323—1328 годов, погиб в битве при Касселе
- 31 августа — Иоанн Жандунский — средневековый французский философ и теолог, известный своими открытыми аристотелианскими взглядами и своим влиянием на движение аверроистов.

## Сентябрь
- 2 сентября — Франц Херманн[фр.] — немецкий псевдо-кардинал-епископ d' Albano (1328)
- 3 сентября — Каструччо Кастракани (47) — средневековый итальянский полководец, кондотьер, вождь гибеллинов из рода Антельминелли, герцог Лукки и Пистойи (1325—1328).
- 26 сентября — Ибн Таймия (65) — арабо-мусульманский теолог, правовед ханбалитского мазхаба, критик нововведений в религии; изложенное в его сочинениях учение легло в основу ваххабизма

## Октябрь
- 12 октября — Клеменция Венгерская (35) — дочь титулярного короля Венгрии Карла Мартелла Анжуйского, королева-консорт Франции и Наварры (1315—1316), жена Людовика X Сварливого.
- 15 октября — Роберт де Холланд — представитель семьи Холландов, первый барон Холланд (1314—1321), убит сторонниками Томаса Ланкастера.
- 25 октября — Джин де Шеремонт[фр.] — канцлер Франции (1321, 1323—1328)
- 28 октября — Аль-Махди Мухамад бин аль-Мутахар[англ.] — имам Йемена зейдитского (1301—1328)

## Ноябрь
- 2 ноября — Людовик I Шартрский (19) — сын Карла Валуа, брат короля Франции Филиппа VI де Валуа, граф Шартра и граф Алансонский (1325—1328).
- 6 ноября — Иоганн I фон Дурбхайм[нем.] — епископ Айхштетта (1305—1306), епископ Страсбурга (1306—1328)
- 9 ноября — Карл Калабрийский (30) — старший сын и наследник короля Неаполя Роберта Анжуйского, отец королевы Неаполя Джованны I Неаполитанской.
- 14 ноября — Раджапика — император Китая и хан Монгольской империи (1328); убит
- 16 ноября — Хисаакира-синно (52) — японский принц крови и глава Камакурского сёгуната (1289—1308).
- 17 ноября — Тьерри д’Ирсон — священнослужитель из французского дворянского рода, приближённый графов Артуа, канцлер и ближайший советник графини Маго Артуа (с 1303), епископ Арраса (1328).
- 21 ноября — Ален IV де Шатожирон[фр.] — архиепископ Ренна (1327—1328)
- 26 ноября — Йордан[нем.] — епископ Вармии (1327—1328)

## Декабрь
- 15 декабря — Юрий II Шубич, хорватский дворянин из рода Шубичей.
- 31 декабря — Джованни Соранцо — венецианский дож (1312—1328).
- Болеслав Тошецкий, князь тошецкий (1303—1328, с 1315 года — номинально), архиепископ Эстергомский (1321—1328).

## Дата неизвестна или требует уточнения
- Андроник Ангел Палеолог, византийский аристократ и полководец.
- Ассалида де Бордо, дама де Пюи-Полен и де Кастельно-де-Медок, капталесса де Бюш (с 1306/1307).
- Бабухан-хатун, супруга императора династии Юань Есун-Тэмура, мать малолетнего императора Раджапики.
- Беатрис Бургундская — дочь герцога Бургундии Гуго IV, графиня-консорт де Ла Марш и д’Ангулем (1276—1303), жена Гуго XIII де Лузиньяна.
- Бернар V д’Астарак, граф Астарака (с 1301).
- Бернар де Гарвес[итал.] — французский кардинал-священник Sant’Agata dei Goti (1310—1316), кардинал-священник San Clemente (1316—1328)
- Гарсиласо I де ла Вега, канцлер Кастильского королевства, старший аделантадо Кастилии (1315—1326).
- Гвидо Фарнезе[нем.] — епископ Орвието (1302—1328)
- Генри де Маунсфелд[англ.] — английский философ и теолог, канцлер Оксфордского университета (1309—1311, 1311—1313)
- Гильом д’Этьенн[фр.] — епископ Гапа(1318—1328).
- Адам де Гордон, английский, а затем шотландский барон, государственный деятель и дипломат.
- Джаянегара — правитель Маджапахита (1309—1328)
- Джованни Монтекорвино — францисканский миссионер, с которого начинается история католицизма в Китае и Индии, путешественник. Первый в истории архиепископ пекинский, святой римско-католической церкви.
- Жанна Ретельская — графиня Ретеля (1275/1277—1328), графиня-консорт Невера (1290—1322), жена Людовика I.
- Иоанн Актуарий — главный придворный врач (актуарий) византийского императора Андроника II Палеолога, учёный-медик, оставивший печатные труды на медицинские темы.
- Кай-Хосров ибн Йездигерд[англ.] — правитель из династии Баванди (1310—1328)
- Ли Шисин[англ.] — китайский художник
- Майстер Экхарт — средневековый немецкий теолог и философ, один из крупнейших христианских мистиков, учивший о присутствии Бога во всём существующем.
- Низамуддин ан-Найсабури, персидский астроном и математик; исламский богослов, толкователь Корана.
- Прохор — епископ Ростовский (1311—1328).
- Баджамонте Тьеполо — итальянский заговорщик, руководитель неудавшегося заговора против правительства Венецианской Республики; умер в изгнании.
- Феодосий Хиландарец, сербский монах Хиландарского монастыря, один из самых важных сербских писателей Средневековья; был включён Сербской академией наук и искусств в число ста выдающихся сербов.
- Элеанора Фицалан[англ.] — дочь Ричарда Фицалана, 8-го графа Арундела, жена Генри Перси, 1-го барона Перси